# Находка (затока)
42°49′ пн. ш. 133°0′ сх. д. / 42.817° пн. ш. 133.000° сх. д.

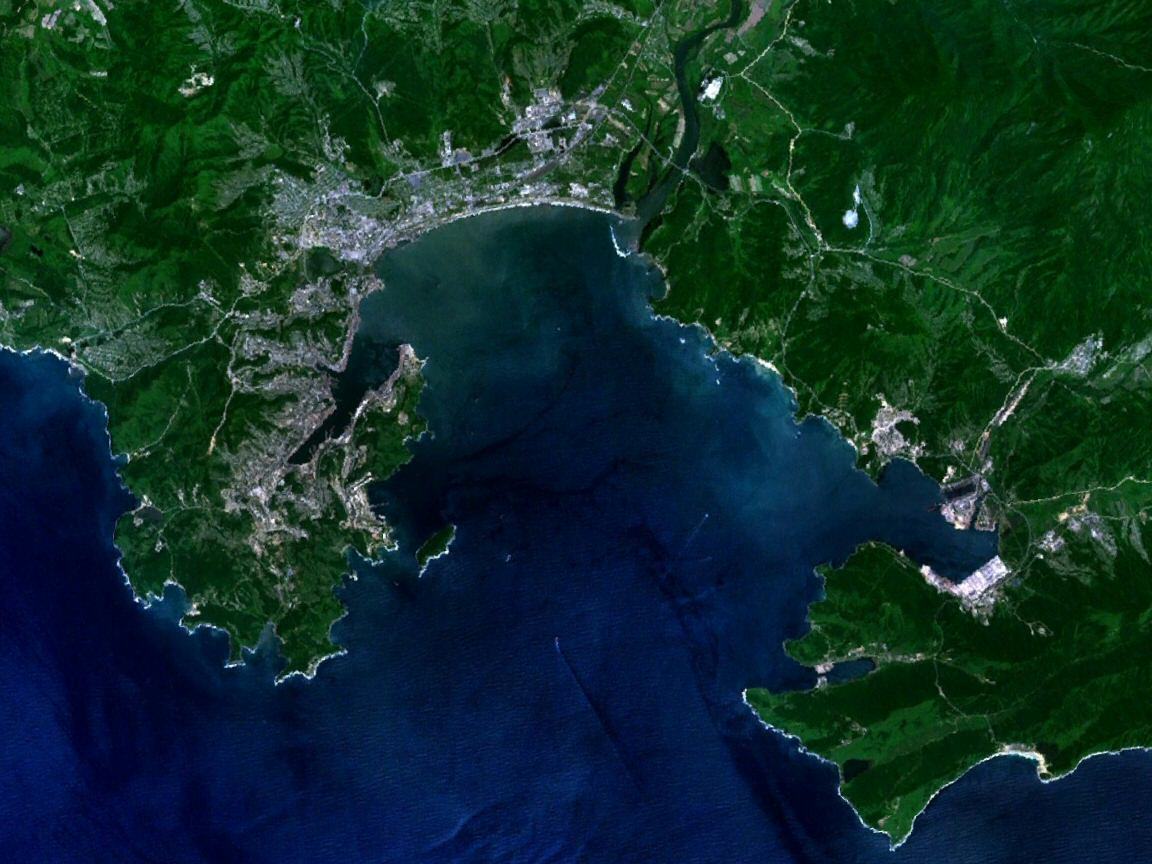
Затока Находка — вид з космосу

Затока Находка — один з найбільших морських транспортних вузлів Приморського краю, рух суден тут дуже навантажений, на берегу затоки розташоване місто Находка та селище Врангель. В затоці знаходяться 4 порти, 4 судоремонтних заводи. Це також базовий порт для суден Приморського морського судноплавства та бази активного морського рибальства.
Припливи незначні, в середньому 16-17 см, максимум - 60 см.
Острів Лисий захищає від морських хвиль західну частину затоки.
| Росія | Це незавершена стаття з географії Росії. Ви можете допомогти проєкту, виправивши або дописавши її. |